# 币用宝
币用宝（英语：Coinplay）是一款区块链应用商店，币用宝汇聚了区块链浏览器、评级、指数等实用指南，用户可以通过币用宝了解区块链行业的最新动态，体验各类产品和服务。

## 基本功能
币用宝主要功能为资源整合即“连接”与“分发”，将所有垂直领域的应用和内容连接起来，再分发给用户。

## 发展历程
2019年3月28日，波场正式宣布收购币用宝，距离收购BitTorrent仅相隔半年。

## 版本信息
币用宝目前已上线Android、iOS版本

1. ↑  币用宝-天眼查[]
2. 1 2  .   [2021-04-12]. （原始内容存档于2021-04-12）.
3. ↑  .   [2021-04-12]. （原始内容存档于2021-04-12）.